# Макс Пехштајн
Макс Пехштајн (Екерсбах код Цвикауа, 1881 – Берлин, 1955) је био немачки сликар и графичар, један од главних представника немачког експресионизма. Пехштајн, који је студирао у Дрездену, постао је 1906. године члан уметничке групе Мост, а 1910. саоснивач Нове сецесије и 1918. Новембарске групе у Берлину. Путовање на Карибе 1914. године иницирало је његов самосвојни стил сликања који у једноставним облицима и снажним бојама (Пејзаж Помераније, 1919) показује и трагове утицаје тамошњих урођеничких народа. Националсоцијалисти га прогоне а након Другог светског рата именован је за професора на Високој школи за ликовне уметности у Берлину. У том периоду је створио нацрте за мозаике и витраже.